# Wikilusa
Wikilusa es una enciclopedia libre en línea disponible en portugués. Su contenido posee una temática general adaptada para un público de todas las edades. 
La palabra "Lusa" se refiere al país o las personas cuya lengua oficial es nativo portugués. Introduce un nuevo concepto biográfico, abriendo espacio a todos los usuarios, sin excepción. Se remite las cuestiones y artículos de preferencia de Portugal y las regiones.
En el desarrollo de la plataforma tratado de crear un Wiki para todos los públicos. La idea es que todo el contenido de libres y pueden ser escritos por todas las personas.
Su objetivo es proporcionar a los usuarios nuevas funciones que pueden facilitar la construcción y enriquecimiento de la enciclopedia, tales como, clasificación y la incorporación de videos de YouTube. Cuenta con más de 42 600 artículos.
Wikilusa figura entre otras enciclopédias como Encarta, Wikipedia, Wikisource, Enciclopédia Verbo Edição Século XXI, Enciclopédia Americana, en dos libros en AMAZON.com: Books LLC, Wiki Series (25 de junio de 2011) and (27 de junio de 2011) Lengua: Portugués, ISBN 1232529656 -ISBN 978-1232529651 -.